# Parafia św. Klemensa w Zielęcinie
Parafia Świętego Klemensa we Zielęcinie – parafia rzymskokatolicka, znajdująca się w archidiecezji poznańskiej, w dekanacie wolsztyńskim. 